# Liste der Marktgemeinden und Städte in der Untersteiermark
Diese Liste beinhaltet die Marktgemeinden und Städte der Untersteiermark, die alle seit 1918 ein Teil Sloweniens sind.

## Marktgemeinden
| Deutscher Name                          | Slowenischer Name           | Statistische Region | Nennung Jahr | Markt seit        | Einwohner 2008 (Kernort) | Anmerkung (deutscher Name)                                       |
| --------------------------------------- | --------------------------- | ------------------- | ------------ | ----------------- | ------------------------ | ---------------------------------------------------------------- |
| Drachenburg                             | Kozje                       | Savinjska           | 1130         | (spätestens) 1600 | 739                      |                                                                  |
| Frasslau                                | Braslovče                   | Savinjska           | 1140         | 1457              | 371                      |                                                                  |
| Gonobitz                                | Slovenske Konjice           | Savinjska           | 1146         |                   | 4.866                    |                                                                  |
| Hohenegg                                | Vojnik                      | Savinjska           | 1165         | 1306              | 1.986                    |                                                                  |
| Hohenmauten                             | Muta                        | Savinjska           | 1255         | 1302              | 2.454                    |                                                                  |
| Hörberg                                 | Podsreda                    | Savinjska           | 1424         | 1443              | 206                      | Teil der Gemeinde Kozje (Drachenburg)                            |
| Königsberg                              | Kunšperk                    | Savinjska           | 1201         |                   | 120                      | Teil der Gemeinde Bistrica ob Sotli (St. Peter bei Königsberg)   |
| Laufen                                  | Ljubno                      | Savinjska           | 1247         | 1424              | 2.685                    |                                                                  |
| Lemberg / Löwenberg                     | Trnovljce                   | Savinjska           | 1213         |                   |                          | Teil der Stadt Celje (Cilli)                                     |
| Lemberg bei St. Marein                  | Lemberg pri Šmarju          | Savinjska           | 1138         | 136               | 136                      | Teil der Gemeinde Šmarje pri Jelšah (St. Marein bei Erlachstein) |
| Lichtenwald                             | Sevnica                     | Spodnjeposavska     | 1256         | 1322              | 4.933                    |                                                                  |
| Luttenberg                              | Ljutomer                    | Pomurska            | 1242         | 1265              | 3.413                    |                                                                  |
| Mahrenberg                              | Radlje ob Dravi             | Koroška             | 1271         | 1302              | 2.688                    |                                                                  |
| Märktl                                  | Tržec                       | Podravska           | (etwa) 1300  | 1440 (?)          | 323                      | Teil der Gemeinde Videm (Märktl)                                 |
| Montpreis                               | Planina pri Sevnici         | Savinjska           | 1190         |                   | 413                      | Teil der Gemeinde Šentjur (Sankt Georgen bei Cilli)              |
| Maria Neustift                          | Ptujska Gora                | Podravska           | 1400 (?)     | 1447              | 334                      | Teil der Gemeinde Majšperk (Monsberg)                            |
| Oberburg                                | Gornji Grad                 | Savinjska           | 1140         | 922               | 2.595                    |                                                                  |
| Peilenstein                             | Pilštanj                    | Savinjska           | 1158         | 1404              | 127                      | Teil der Gemeinde Kozje (Drachenburg)                            |
| Polstrau                                | Središče ob Dravi           | Podravska           | 1273 / 1305  | 1433              | 1.120                    |                                                                  |
| Prassberg                               | Mozirje                     | Savinjska           | 1146         | 1231 (?) / 1318   | 1.969                    |                                                                  |
| Reichenburg / Rajhenburg                | Brestanica                  | Savinjska           | 895          |                   | 973                      | Teil der Gemeinde Krško (Gurkfeld)                               |
| Riez                                    | Rečica ob Savinji           | Savinjska           | 1173 (?)     | 1350              | 555                      |                                                                  |
| Rohitsch                                | Rogatec                     | Savinjska           | 1130         | 1283 (?)          | 1.570                    |                                                                  |
| Sachsenfeld                             | Žalec                       | Savinjska           | 1182         | (etwa) 1265       | 4.919                    |                                                                  |
| Saldenhofen                             | Vuzenica                    | Koroška             | 1238         | 1288              | 1.636                    |                                                                  |
| Sankt Georgen bei Cilli                 | Šentjur pri Celju           | Savinjska           | 1247         | 1384              | 4.723                    |                                                                  |
| Sankt Leonhard in den Windischen Büheln | Lenart v Slovenskih goricah | Podravska           | 1404         | 1447              | 2.592                    |                                                                  |
| Sankt Lorenzen am Bachern               | Lovrenc na Pohorju          | Podravska           | 1091         | (etwa) 1220       | 2.000                    | beschränktes Marktrecht                                          |
| Sankt Marein                            | Šmarje pri Jelšah           | Savinjska           | 1348         |                   | 160                      |                                                                  |
| Schönstein                              | Šoštanj                     | Savinjska           | (etwa) 1200  | 1348              | 2.793                    |                                                                  |
| Studenitz                               | Studenci                    | Podravska           | 1249         | 1437              | 7.641                    | Teil der Stadt Maribor (Marburg an der Drau)                     |
| Tüffer                                  | Laško                       | Savinjska           | 1182         | 1227              | 4.619                    |                                                                  |
| Weitenstein                             | Vitanje                     | Savinjska           | 1140         | 1306              | 863                      |                                                                  |
| Wernsee                                 | Veržej                      | Pomurska            | ?            | 1354              | 956                      |                                                                  |
| Windisch Landsberg                      | Podčetrtek                  | Savinjska           | 1208         | (vor) 1404        | 532                      |                                                                  |
| Wöllan                                  | Velenje                     | Savinjska           | 1264         | 1264              | 34.339                   |                                                                  |

## Städte
| Deutscher Name      | Slowenischer Name  | Statistische Region | Nennung Jahr     | Markt seit | Stadt seit  | Einwohner 2008 (Kernort) | Anmerkung |
| ------------------- | ------------------ | ------------------- | ---------------- | ---------- | ----------- | ------------------------ | --------- |
| Cilli               | Celje              | Savinjska           | 1137 (wieder)    | 1323       | 1431        | 50.039                   |           |
| Friedau             | Ormož              | Podravska           | 860 (?)          | 1293       | 1331        | 2.151                    |           |
| Marburg an der Drau | Maribor            | Podravska           | 1096 (?)         | 1209       | 1254        | 106.308                  |           |
| Pettau              | Ptuj               | Podravska           | 840–859 (wieder) |            | 13. Jhdt.   | 23.957                   |           |
| Rann                | Brežice            | Spodnjeposavska     | 1246             | 1314       | 1322        | 6.856                    |           |
| Windisch-Feistritz  | Slovenska Bistrica | Podravska           | 1227             |            | 1309 / 1339 | 6.591                    |           |
| Windischgraz        | Slovenj Gradec     | Koroška             |                  | 1251       | 1267        | 7.712                    |           |

## Quelle
- Die Stadt an der Schwelle zur Neuzeit, hrsg. von Wilhelm Rausch, Linz/Donau 1980, S. 115–121.